# Japon aux Jeux olympiques d'été de 2016
Le Japon participe aux Jeux olympiques d'été de 2016 à Rio de Janeiro au Brésil du 5 août au 21 août. Il s'agit de sa 22e participation à des Jeux d'été.

## Athlétisme

### Homme

#### Course
| Athlétes                                                    | Compétitions          | Série          | Série | Demi-finales | Demi-finales | Finale          | Finale             |
| ----------------------------------------------------------- | --------------------- | -------------- | ----- | ------------ | ------------ | --------------- | ------------------ |
| Athlétes                                                    | Compétitions          | Temps          | Rang  | Temps        | Rang         | Temps           | Rang               |
| Ryōta Yamagata                                              | 100 mètres            | 10 s 20        | 2e    | 10 s 05      | 5e           | Éliminé         | Éliminé            |
| Aska Cambridge                                              | 100 mètres            | 10 s 13        | 2e    | 10 s 17      | 7e           | Éliminé         | Éliminé            |
| Yoshihide Kiryū                                             | 100 mètres            | 10 s 23        | 4e    | Éliminé      | Éliminé      | Éliminé         | Éliminé            |
| Shōta Iizuka                                                | 200 mètres            | 20 s 49        | 4e    | Éliminé      | Éliminé      | Éliminé         | Éliminé            |
| Kenji Fujimitsu                                             | 200 mètres            | 20 s 86        | 6e    | Éliminé      | Éliminé      | Éliminé         | Éliminé            |
| Kei Takase                                                  | 200 mètres            | 20 s 71        | 6e    | Éliminé      | Éliminé      | Éliminé         | Éliminé            |
| Julian Jrummi Walsh                                         | 400 mètres            | 46 s 37        | 6e    | Éliminé      | Éliminé      | Éliminé         | Éliminé            |
| Yūzō Kanemaru                                               | 400 mètres            | 48 s 38        | 8e    | Éliminé      | Éliminé      | Éliminé         | Éliminé            |
| Shō Kawamoto                                                | 800 mètres            | 1 min 49 s 41  | 4e    | Éliminé      | Éliminé      | Éliminé         | Éliminé            |
| Kota Murayama                                               | 5 000 mètres          | 14 min 26 s 72 | 22e   | NC           | NC           | Éliminé         | Éliminé            |
| Suguru Ōsako                                                | 5 000 mètres          | 13 min 31 s 45 | 16e   | NC           | NC           | Éliminé         | Éliminé            |
| Suguru Ōsako                                                | 10 000 mètres         | NC             | NC    | NC           | NC           | 27 min 51 s 94  | 17e                |
| Yuta Shitara                                                | 10 000 mètres         | NC             | NC    | NC           | NC           | 28 min 55 s 23  | 29e                |
| Kota Murayama                                               | 10 000 mètres         | NC             | NC    | NC           | NC           | 29 min 2 s 51   | 30e                |
| Satoru Sasaki                                               | Marathon              | NC             | NC    | NC           | NC           | 2 h 13 min 57 s | 16e                |
| Suehiro Ishikawa                                            | Marathon              | NC             | NC    | NC           | NC           | 2 h 17 min 8 s  | 36e                |
| Hisanori Kitajima                                           | Marathon              | NC             | NC    | NC           | NC           | 2 h 25 min 11 s | 94e                |
| Wataru Yazawa                                               | 110 mètres haies      | 13 s 89        | 6e    | Éliminé      | Éliminé      | Éliminé         | Éliminé            |
| Keisuke Nozawa                                              | 400 mètres haies      | 48 s 62        | 1er   | 49 s 20      | 6e           | Éliminé         | Éliminé            |
| Yuki Matsushita                                             | 400 mètres haies      | 49 s 60        | 4e    | Éliminé      | Éliminé      | Éliminé         | Éliminé            |
| Kazuya Shiojiri                                             | 3 000 mètres steeple  | 8 min 40 s 98  | 11e   | NC           | NC           | Éliminé         | Éliminé            |
| Ryōta Yamagata Shōta Iizuka Yoshihide Kiryū Asuka Cambridge | Relais 4 × 100 mètres | 37 s 68        | 1er   | NC           | NC           | 37 s 60         | Médaille d'argent  |
| Julian Walsh Tomoya Tamura Takamasa Kitagawa Nobuya Katō    | Relais 4 × 400 mètres | 3 min 2 s 95   | 7e    | NC           | NC           | Éliminé         | Éliminé            |
| Daisuke Matsunaga                                           | 20 km marche          | NC             | NC    | NC           | NC           | 1 h 20 min 22 s | 7e                 |
| Isamu Fujisawa                                              | 20 km marche          | NC             | NC    | NC           | NC           | 1 h 22 min 3 s  | 21e                |
| Eiki Takahashi                                              | 20 km marche          | NC             | NC    | NC           | NC           | 1 h 24 min 59 s | 42e                |
| Hirooki Arai                                                | 50 km marche          | NC             | NC    | NC           | NC           | 3 h 41 min 24 s | Médaille de bronze |
| Takayuki Tanii                                              | 50 km marche          | NC             | NC    | NC           | NC           | 3 h 51 min 0 s  | 14e                |
| Kōichirō Morioka                                            | 50 km marche          | NC             | NC    | NC           | NC           | 3 h 58 min 59 s | 27e                |

#### Concours
| Athlètes        | Compétitions      | Série    | Série | Finale   | Finale  |
| --------------- | ----------------- | -------- | ----- | -------- | ------- |
| Athlètes        | Compétitions      | Résultat | Rang  | Résultat | Rang    |
| Takashi Etō     | Saut en hauteur   | 2,17 m   | 35e   | Éliminé  | Éliminé |
| Daichi Sawano   | Saut à la perche  | 5,60 m   | 10e   | 5,50 m   | 7e      |
| Hiroki Ogita    | Saut à la perche  | 5,45 m   | 21e   | Éliminé  | Éliminé |
| Seito Yamamoto  | Saut à la perche  | NM       | /     | Éliminé  | Éliminé |
| Daigo Hasegawa  | Triple saut       | 16,17 m  | 29e   | Éliminé  | Éliminé |
| Kohei Yamashita | Triple saut       | 15,71 m  | 35e   | Éliminé  | Éliminé |
| Ryōhei Arai     | Lancer du javelot | 84,16 m  | 4e    | 79,47 m  | 11e     |

### Femme

#### Course
| Athlètes          | Compétitions         | Série    | Série | Demi-finales | Demi-finales | Finale   | Finale   |
| ----------------- | -------------------- | -------- | ----- | ------------ | ------------ | -------- | -------- |
| Athlètes          | Compétitions         | Temps    | Rang  | Temps        | Rang         | Temps    | Rang     |
| Chisato Fukushima | 200 mètres           | 23 s 21  | 5e    | Éliminée     | Éliminée     | Éliminée | Éliminée |
| Miyuki Uehara     | 5 000 mètres         | 15:23.41 | 7e    | NC           | NC           | 15:34.97 | 15e      |
| Misaki Onishi     | 5 000 mètres         | 15:29.17 | 9e    | NC           | NC           | Eliminée | Eliminée |
| Ayuko Suzuki      | 5 000 mètres         | 15:41.81 | 12e   | NC           | NC           | Eliminée | Eliminée |
| Yuka Takashima    | 10 000 mètres        | NC       | NC    | NC           | NC           | 31:36.44 | 18e      |
| Hanami Sekine     | 10 000 mètres        | NC       | NC    | NC           | NC           | 31:44.44 | 20e      |
| Kayoko Fukushi    | Marathon             | NC       | NC    | NC           | NC           | 2:29:53  | 14e      |
| Tomomi Tanaka     | Marathon             | NC       | NC    | NC           | NC           | 2:31:12  | 19e      |
| Mai Itō           | Marathon             | NC       | NC    | NC           | NC           | 2:37:37  | 46e      |
| Satomi Kubokura   | 400 mètres haies     | 57.34    | 5e    | Eliminé      | Eliminé      | Eliminé  | Eliminé  |
| Anju Takamizawa   | 3 000 mètres steeple | 9:58.59  | 17e   | NC           | NC           | Eliminé  | Eliminé  |
| Kumiko Okada      | 20 km marche         | NC       | NC    | NC           | NC           | 1:32:42  | 16e      |

## Aviron
Légende: FA = finale A (médaille) ; FB = finale B (pas de médaille) ; FC = finale C (pas de médaille) ; FD = finale D (pas de médaille) ; FE = finale E (pas de médaille) ; FF = finale F (pas de médaille) ; SA/B = demi-finales A/B ; SC/D = demi-finales C/D ; SE/F = demi-finales E/F ; QF = quarts de finale; R= repêchage
| Athlète                     | Compétition                        | Séries        | Séries | Repêchage     | Repêchage | Demi-finales  | Demi-finales | Finale        | Finale |
| Athlète                     | Compétition                        | Temps         | Rang   | Temps         | Rang      | Temps         | Rang         | Temps         | Rang   |
| --------------------------- | ---------------------------------- | ------------- | ------ | ------------- | --------- | ------------- | ------------ | ------------- | ------ |
| Hiroshi Nakano Hideki Omoto | Deux de couple poids légers hommes | 6 min 34 s 27 | 3e R   | 7 min 11 s 20 | 3e SC/D   | 7 min 30 s 64 | 3e FC        | 6 min 45 s 81 | 15e    |
| Ayami Oishi Chiaki Tomita   | Deux de couple poids légers femmes | 7 min 15 s 75 | 4e R   | 8 min 00 s 50 | 2e SA/B   | 7 min 46 s 41 | 6e FB        | 7 min 42 s 87 | 12e    |

## Badminton
| Athlète                            | Compétition   | Phase de groupes                        | Phase de groupes                                  | Phase de groupes                      | Phase de groupes | 1/8e de finale                     | Quarts de finale                          | Demi-finales                        | Finale ou 3e place                                | Finale ou 3e place |
| Athlète                            | Compétition   | Adversaire Score                        | Adversaire Score                                  | Adversaire Score                      | Rang             | Adversaire Score                   | Adversaire Score                          | Adversaire Score                    | Adversaire Score                                  | Rang               |
| ---------------------------------- | ------------- | --------------------------------------- | ------------------------------------------------- | ------------------------------------- | ---------------- | ---------------------------------- | ----------------------------------------- | ----------------------------------- | ------------------------------------------------- | ------------------ |
| Sho Sasaki                         | Simple hommes | bat Koukal 21-10, 16-21, 21-12          | battu par Ouseph 25-21, 9-21                      | NC                                    | 2e Gr. I         | Éliminé                            | Éliminé                                   | Éliminé                             | Éliminé                                           | Éliminé            |
| Nozomi Okuhara                     | Simple dames  | bat Vũ 21-10, 21-8                      | bat Fanetri 21-12, 21-12                          | NC                                    | 1re Gr. J        | bat Bae 21-6, 21-7                 | bat Yamaguchi 11-21, 21-17, 21-10         | battue par P.V. Sindhu 19-21, 10-21 | bat Li w/o                                        | · 3e place         |
| Akane Yamaguchi                    | Simple dames  | bat Gavnholt 20-22, 21-12, 21-15        | bat Tee 21-18, 21-5                               | NC                                    | 1re Gr. K        | bat Ratchanok Intanon 21-19, 21-16 | battue par Okuhara 21-11, 17-21, 10-21    | Éliminée                            | Éliminée                                          | Éliminée           |
| Hiroyuki Endo / Kenichi Hayakawa   | Double hommes | battent Chai / Hong 21-18, 14-21, 23-21 | battent Ahsan / Setiawan 21-17, 17-21, 21-14      | battus par Attri / Reddy 21-23, 11-21 | 1er Gr. D        | NC                                 | battus par Ellis / Langridge 19-21, 17-21 | Éliminés                            | Éliminés                                          | Éliminés           |
| Misaki Matsutomo / Ayaka Takahashi | Double dames  | battent Gutta / Ponnappa 21-15, 21-10   | battent Supajirakul / Taerattanachai 21-15, 21-15 | battent Muskens / Piek 21-9, 21-11    | 1er Gr. A        | NC                                 | battent Hoo / Woon 21-16, 18-21, 21-9     | battent Jung / Shin 21-16, 21-15    | battent Pedersen / Rytter Juhl 18-21, 21-9, 21-19 | · 1re place        |
| Kenta Kazuno / Ayane Kurihara      | Double mixte  | battent Arends / Piek 21-14, 21-19      | battent Chew / Sbandhi 21-6, 21-12                | battus par Ko / Kim 23-25, 17-21      | 2e Gr. D         | NC                                 | battus par Zhang / Zhao 14-21, 12-21      | Éliminés                            | Éliminés                                          | Éliminés           |

## Basket-ball

### Tournoi féminin
L'équipe du Japon de basket-ball féminin gagne sa place pour les Jeux en remportant le Championnat d'Asie de basket-ball féminin en 2015.

## Canoë-kayak

### Slalom
|                             | Compétition | Éliminatoires | Éliminatoires | Éliminatoires | Éliminatoires | Éliminatoires | Éliminatoires | Demi-finales | Demi-finales | Finale   | Finale                              |
| Course 1                    | Compétition | Rang          | Course 2      | Rang          | Total         | Rang          | Résultat      | Rang         | Résultat     | Rang     |                                     |
| --------------------------- | ----------- | ------------- | ------------- | ------------- | ------------- | ------------- | ------------- | ------------ | ------------ | -------- | ----------------------------------- |
| Takuya Haneda               | C1 hommes   | 98 s 69       | 6e            | 94 s 58       | 4e            | 94 s 58       | 5e Q          | 98 s 84      | 6e Q         | 97 s 44  | Médaille de bronze, Jeux olympiques |
| Shota Sasaki Tsubasa Sasaki | C2 hommes   | 122 s 04      | 10e           | 119 s 04      | 10e           | 119 s 04      | 12e           | Éliminés     | Éliminés     | Éliminés | Éliminés                            |
| Kazuki Yazawa               | K1 hommes   | 92 s 23       | 9e            | 98 s 08       | 16e           | 92 s 23       | 14e Q         | 97 s 19      | 11e          | Éliminé  | Éliminé                             |
| Aki Yazawa                  | K1 femmes   | 120 s 17      | 18e           | 128 s 00      | 16e           | 120 s 17      | 20e           | Éliminée     | Éliminée     | Éliminée | Éliminée                            |

## Cyclisme

### Cyclisme sur route
| Athlète         | Compétition            | Temps           | Rang |
| --------------- | ---------------------- | --------------- | ---- |
| Yukiya Arashiro | Course en ligne hommes | 6 h 19 min 43 s | 27e  |
| Kohei Uchima    | Course en ligne hommes | non terminé     | NC   |
| Eri Yonamine    | Course en ligne femmes | 3 h 56 min 23 s | 17e  |

### Cyclisme sur piste
Vitesse
| Athlète            | Compétition                 | Qualification | Qualification | 1er tour                 | Repêchages 1             | 2e tour                  | Repêchages 2             | Quarts de finale         | Demi-finales             | Finale                   | Finale  |
| Athlète            | Compétition                 | Temps Vitesse | Rang          | Adversaire Temps Vitesse | Adversaire Temps Vitesse | Adversaire Temps Vitesse | Adversaire Temps Vitesse | Adversaire Temps Vitesse | Adversaire Temps Vitesse | Adversaire Temps Vitesse | Rang    |
| ------------------ | --------------------------- | ------------- | ------------- | ------------------------ | ------------------------ | ------------------------ | ------------------------ | ------------------------ | ------------------------ | ------------------------ | ------- |
| Seiichiro Nakagawa | Vitesse individuelle hommes | 10.241        | 25e           | Éliminé                  | Éliminé                  | Éliminé                  | Éliminé                  | Éliminé                  | Éliminé                  | Éliminé                  | Éliminé |

Keirin
| Athlète       | Compétition   | 1er tour | Repêchage | 2e tour | Finale  |
| Athlète       | Compétition   | Rang     | Rang      | Rang    | Rang    |
| ------------- | ------------- | -------- | --------- | ------- | ------- |
| Yuta Wakimoto | Keirin hommes | 6e       | 2e        | Éliminé | Éliminé |

Omnium
| Athlète           | Compétition   | Scratch | Poursuite      | Poursuite | Élimination | Contre-la-montre | Contre-la-montre | Tour lancé | Tour lancé | Course aux points | Course aux points | Total | Rang |
| Athlète           | Compétition   | Rang    | Temps          | Rang      | Rang        | Temps            | Rang             | Temps      | Rang       | Points            | Rang              | Total | Rang |
| ----------------- | ------------- | ------- | -------------- | --------- | ----------- | ---------------- | ---------------- | ---------- | ---------- | ----------------- | ----------------- | ----- | ---- |
| Kazushige Kuboki  | Omnium hommes | 13e     | 4 min 39 s 889 | 18e       | 4e          | 1 min 05 s 498   | 15e              | 13 s 587   | 16e        | 1                 | 12e               | 81    | 14e  |
| Sakura Tsukagoshi | Omnium femmes | 17e     | 3 min 46 s 342 | 16e       | 17e         | 35 s 625         | 6e               | 14 s 638   | 15e        | 0                 | 14e               | 68    | 16e  |

### VTT
| Athlète        | Compétition              | Temps         | Rang |
| -------------- | ------------------------ | ------------- | ---- |
| Kohei Yamamoto | Cross-country VTT hommes | 1 h 40 min 34 | 21e  |

### BMX
| Athlète            | Compétition | Qualifications | Qualifications | Quarts de finale | Quarts de finale | Demi-finales | Demi-finales | Finale   | Finale  |
| Athlète            | Compétition | Résultat       | Rang           | Résultat         | Rang             | Résultat     | Rang         | Résultat | Rang    |
| ------------------ | ----------- | -------------- | -------------- | ---------------- | ---------------- | ------------ | ------------ | -------- | ------- |
| Yoshitaku Nagasako | BMX hommes  | 35 s 286       | 12e            | 21               | 30e              | Éliminé      | Éliminé      | Éliminé  | Éliminé |

## Escrime
| Athlète         | Compétition        | 1/32 de finale   | 1/16 de finale      | 1/8 de finale      | Quarts de finale   | Demi-finales     | Match pour la médaille de bronze Matchs de classement 5-8 | Match pour la médaille de bronze Matchs de classement 5-8 | Finale           | Finale |
| Athlète         | Compétition        | Adversaire Score | Adversaire Score    | Adversaire Score   | Adversaire Score   | Adversaire Score | Adversaire Score                                          | Rang                                                      | Adversaire Score | Rang   |
| --------------- | ------------------ | ---------------- | ------------------- | ------------------ | ------------------ | ---------------- | --------------------------------------------------------- | --------------------------------------------------------- | ---------------- | ------ |
| Kazuyasu Minobe | Épée individuelle  | NC               | Fichera (ITA) 15-8  | Avdeyev (RUS) 15-9 | Grumier (FRA) 8-15 | DNA              | DNA                                                       | DNA                                                       | DNA              | 6e     |
| Yūki Ōta        | Fleuret individuel | NC               | Toldo (BRA) 13-15   | DNA                | DNA                | DNA              | DNA                                                       | DNA                                                       | DNA              | 17e    |
| Kenta Tokunan   | Sabre individuel   | NC               | Anstett (FRA) 13-15 | DNA                | DNA                | DNA              | DNA                                                       | DNA                                                       | DNA              | 29e    |

| Athlète        | Compétition        | 1/32 de finale    | 1/16 de finale       | 1/8 de finale         | Quarts de finale | Demi-finales     | Match pour la médaille de bronze Matchs de classement 5-8 | Match pour la médaille de bronze Matchs de classement 5-8 | Finale           | Finale |
| Athlète        | Compétition        | Adversaire Score  | Adversaire Score     | Adversaire Score      | Adversaire Score | Adversaire Score | Adversaire Score                                          | Rang                                                      | Adversaire Score | Rang   |
| -------------- | ------------------ | ----------------- | -------------------- | --------------------- | ---------------- | ---------------- | --------------------------------------------------------- | --------------------------------------------------------- | ---------------- | ------ |
| Nozomi Sato    | Épée individuelle  | Terán (MEX) 15-12 | Logunova (RUS) 15-14 | Shemyakina (UKR) 11-8 | Szász (HUN) 4-15 | DNA              | DNA                                                       | DNA                                                       | DNA              | 8e     |
| Shiho Nishioka | Fleuret individuel | NC                | Nam (KOR) 15-12      | Boubakri (TUN) 10-15  | DNA              | DNA              | DNA                                                       | DNA                                                       | DNA              | 16e    |
| Chika Aoki     | Sabre individuel   | Grench (PAN) 5-15 | DNA                  | DNA                   | DNA              | DNA              | DNA                                                       | DNA                                                       | DNA              | 35e    |

## Football

### Tournoi masculin
L'équipe du Japon olympique de football gagne sa place pour les Jeux lors du Championnat d'Asie de football des moins de 23 ans 2016.

## Hockey sur gazon

### Tournoi féminin
L'équipe du Japon de hockey sur gazon féminin gagne sa place pour les Jeux via la Ligue mondiale de hockey sur gazon féminin 2014-2015.

## Rugby à sept

### Tournoi masculin
L'équipe du Japon de rugby à sept gagne sa place en tant que champion d'Asie 2015.
Effectif
Sélection :
- Lomano Lemeki
- Lote Tuqiri
- Yoshitaka Tokunaga
- Yusaku Kuwazuru
- Kameli Soejima
- Masakatsu Hikosaka
- Katsuyuki Sakai
- Kazushi Hano
- Shohei Toyoshima
- Teruya Goto
- Kenki Fukuoka
- Kazuhiro Goya

Entraîneur principal : Tomohiro Segawa
Phase de poules
| Rang | Pays             | J | V | N | D | Pm | Pe | Diff | Pts |
| ---- | ---------------- | - | - | - | - | -- | -- | ---- | --- |
| 1    | Grande-Bretagne  | 3 | 3 | 0 | 0 | 73 | 45 | +28  | 9   |
| 2    | Japon            | 3 | 2 | 0 | 1 | 64 | 40 | +24  | 7   |
| 3    | Nouvelle-Zélande | 3 | 1 | 0 | 2 | 59 | 40 | +19  | 5   |
| 4    | Kenya            | 3 | 0 | 0 | 3 | 19 | 90 | -71  | 3   |

|  | Qualifié pour les quarts de finale    |
|  | Qualifié pour le classement de 9 à 12 |

Le détail des rencontres de poule de l'équipe est le suivant :
| 9 août 2016 12 h 30 UTC-3 | Nouvelle-Zélande | 12 - 14 | Japon | stade de Deodoro, Rio de Janeiro |
| 9 août 2016 12 h 30 UTC-3 |                  |         |       | stade de Deodoro, Rio de Janeiro |
| 9 août 2016 12 h 30 UTC-3 |                  |         |       | stade de Deodoro, Rio de Janeiro |

| 9 août 2016 17 h UTC-3 | Grande-Bretagne | 21 - 19 | Japon | stade de Deodoro, Rio de Janeiro |
| 9 août 2016 17 h UTC-3 |                 |         |       | stade de Deodoro, Rio de Janeiro |
| 9 août 2016 17 h UTC-3 |                 |         |       | stade de Deodoro, Rio de Janeiro |

| 10 août 2016 12 h UTC-3 | Kenya | 7 - 31 | Japon | stade de Deodoro, Rio de Janeiro |
| 10 août 2016 12 h UTC-3 |       |        |       | stade de Deodoro, Rio de Janeiro |
| 10 août 2016 12 h UTC-3 |       |        |       | stade de Deodoro, Rio de Janeiro |

Quarts de finale
| 10 août 2016 17 h 30 UTC-3 | Japon | 12 - 7 | France | stade de Deodoro, Rio de Janeiro |
| 10 août 2016 17 h 30 UTC-3 |       |        |        | stade de Deodoro, Rio de Janeiro |
| 10 août 2016 17 h 30 UTC-3 |       |        |        | stade de Deodoro, Rio de Janeiro |

Demi-finales
| 11 août 2016 14 h 30 UTC-3 | Fidji | 20 - 5 | Japon | stade de Deodoro, Rio de Janeiro |
| 11 août 2016 14 h 30 UTC-3 |       |        |       | stade de Deodoro, Rio de Janeiro |
| 11 août 2016 14 h 30 UTC-3 |       |        |       | stade de Deodoro, Rio de Janeiro |

Match pour la médaille de bronze
| 11 août 2016 18 h 30 UTC-3 | Japon | 14 - 52 | Afrique du Sud | stade de Deodoro, Rio de Janeiro |
| 11 août 2016 18 h 30 UTC-3 |       |         |                | stade de Deodoro, Rio de Janeiro |
| 11 août 2016 18 h 30 UTC-3 |       |         |                | stade de Deodoro, Rio de Janeiro |

### Tournoi féminin
L'équipe du Japon de rugby à sept féminin gagne sa place en tant que championne d'Asie 2015.
Effectif
Entraîneur principal : Keiko Asami
| Arrières | Arrières         | Avants | Avants           |
| -------- | ---------------- | ------ | ---------------- |
| 1        | Chiharu Nakamura | 3      | Noriko Taniguchi |
| 7        | Marie Yamaguchi  | 4      | Mio Yamanaka     |
| 9        | Mifuyu Koide     | 5      | Ayaka Suzuki     |
| 10       | Yume Okuroda     | 6      | Ano Kuwai        |
| 11       | Yuka Kanematsu   | 8      | Chisato Yokoo    |
| 2        | Makiko Tomita    | 12     | Kana Mitsugi     |
|          |                  | 13     | Aya Takeuchi     |

- Aya Takeuchi rejoint l'équipe après le premier jour de compétition en raison de la blessure de Tomita.

Phase de poules
| Rang | Pays            | J | V | N | D | Pm | Pe  | Diff | Pts |
| ---- | --------------- | - | - | - | - | -- | --- | ---- | --- |
| 1    | Grande-Bretagne | 3 | 3 | 0 | 0 | 91 | 3   | +88  | 9   |
| 2    | Canada          | 3 | 2 | 0 | 1 | 83 | 22  | +61  | 7   |
| 3    | Brésil          | 3 | 1 | 0 | 2 | 29 | 93  | -64  | 5   |
| 4    | Japon           | 3 | 0 | 0 | 3 | 10 | 111 | -101 | 3   |

|  | Qualifié pour les quarts de finale    |
|  | Qualifié pour le classement de 9 à 12 |

Le détail des rencontres de poule de l'équipe est le suivant :
| 6 août 2016 12 h 30 UTC-3 | Canada | 45 - 0 | Japon | stade de Deodoro, Rio de Janeiro |
| 6 août 2016 12 h 30 UTC-3 |        |        |       | stade de Deodoro, Rio de Janeiro |
| 6 août 2016 12 h 30 UTC-3 |        |        |       | stade de Deodoro, Rio de Janeiro |

| 6 août 2016 17 h UTC-3 | Grande-Bretagne | 40 - 0 | Japon | stade de Deodoro, Rio de Janeiro |
| 6 août 2016 17 h UTC-3 |                 |        |       | stade de Deodoro, Rio de Janeiro |
| 6 août 2016 17 h UTC-3 |                 |        |       | stade de Deodoro, Rio de Janeiro |

| 7 août 2016 12 h UTC-3 | Brésil | 26 - 10 | Japon | stade de Deodoro, Rio de Janeiro |
| 7 août 2016 12 h UTC-3 |        |         |       | stade de Deodoro, Rio de Janeiro |
| 7 août 2016 12 h UTC-3 |        |         |       | stade de Deodoro, Rio de Janeiro |

## Volley-ball

### Tournoi féminin
L'équipe du Japon de volley-ball féminin se qualifie pour les Jeux via le tournoi de qualification olympique de Tokyo en mai 2016.

## Natation
| Athlète                                                  | Épreuve          | Séries        | Séries | Demi-finales | Demi-finales | Finale        | Finale   |
| Athlète                                                  | Épreuve          | Temps         | Rang   | Temps        | Rang         | Temps         | Rang     |
| -------------------------------------------------------- | ---------------- | ------------- | ------ | ------------ | ------------ | ------------- | -------- |
| Natsumi Hoshi                                            | 100 m papillon   | 58 s 15       | 14e    | 58 s 03      | 10e          | Éliminée      | Éliminée |
| Rikako Ikee                                              | 100 m papillon   | 57 s 27       | 7e     | 57 s 05      | 3e           | 56 s 86       | 5e       |
| Sakiko Shimizu                                           | 400 m 4 nages    | 4 min 34 s 66 | 7e Q   | NC           | NC           | 4 min 38 s 06 | 8e       |
| Miho Takahashi                                           | 400 m 4 nages    | 4 min 37 s 33 | 10e    | NC           | NC           | Éliminée      | Éliminée |
| Miki Uchida Rikako Ikee Misaki Yamaguchi Yayoi Matsumoto | 4 × 100 m libre  | 3 min 36 s 74 | 7e Q   | NC           | NC           | 3 min 37 s 78 | 8e       |
| Natsumi Sakai                                            | 100 m dos femmes | 1 min 01 s 74 | 26e    | Éliminée     | Éliminée     | Éliminée      | Éliminée |

| Athlète         | Épreuve       | Séries        | Séries | Demi-finales | Demi-finales | Finale        | Finale                              |
| Athlète         | Épreuve       | Temps         | Rang   | Temps        | Rang         | Temps         | Rang                                |
| --------------- | ------------- | ------------- | ------ | ------------ | ------------ | ------------- | ----------------------------------- |
| Kosuke Hagino   | 400 m 4 nages | 4 min 10 s 00 | 3e Q   | NC           | NC           | 4 min 06 s 05 | Médaille d'or, Jeux olympiques      |
| Daiya Seto      | 400 m 4 nages | 4 min 08 s 47 | 2e Q   | NC           | NC           | 4 min 09 s 71 | Médaille de bronze, Jeux olympiques |
| Naito Ehara     | 400 m libre   | 3 min 50 s 61 | 31e    | NC           | NC           | Éliminé       | Éliminé                             |
| Yasuhiro Koseki | 100 m brasse  | 58 s 91       | 2e Q   | 59 s 23      | 4e Q         | 59 s 37       | 6e                                  |
| Ippei Watanabe  | 100 m brasse  | 1 min 00 s 33 | 18e    | Éliminé      | Éliminé      | Éliminé       | Éliminé                             |

## Tir à l'arc
| Athlète           | Compétition | Tour préliminaire | Tour préliminaire | 1er tour                  | 2e tour                | 3e tour                          | Quarts de finale              | Demi-finales     | Match pour la médaille de bronze | Match pour la médaille de bronze | Finale           | Finale |
| Athlète           | Compétition | Score             | Rang              | Adversaire Score          | Adversaire Score       | Adversaire Score                 | Adversaire Score              | Adversaire Score | Adversaire Score                 | Rang                             | Adversaire Score | Rang   |
| ----------------- | ----------- | ----------------- | ----------------- | ------------------------- | ---------------------- | -------------------------------- | ----------------------------- | ---------------- | -------------------------------- | -------------------------------- | ---------------- | ------ |
| Takaharu Furukawa | Individuel  | 680               | 7e                | Bat Mitch Dielemans 7 - 1 | Bat Bård Nesteng 6 - 0 | Bat Juan Ignacio Rodríguez 7 - 3 | Battu par Brady Ellison 2 - 6 | non qualifié     | non qualifié                     | non qualifié                     | non qualifié     | 8e     |

| Athlète                                         | Compétition | Tour préliminaire | Tour préliminaire | 1er tour                                 | 2e tour                       | 3e tour          | Quarts de finale | Demi-finales     | Match pour la médaille de bronze | Match pour la médaille de bronze | Finale           | Finale |
| Athlète                                         | Compétition | Score             | Rang              | Adversaire Score                         | Adversaire Score              | Adversaire Score | Adversaire Score | Adversaire Score | Adversaire Score                 | Rang                             | Adversaire Score | Rang   |
| ----------------------------------------------- | ----------- | ----------------- | ----------------- | ---------------------------------------- | ----------------------------- | ---------------- | ---------------- | ---------------- | -------------------------------- | -------------------------------- | ---------------- | ------ |
| Kaori Kawanaka                                  | Individuel  | 650               | 10e               | Bat Evangelía Psárra 7 - 3               | Battue Naomi Folkard 0 - 6    | non qualifiée    | non qualifiée    | non qualifiée    | non qualifiée                    | non qualifiée                    | non qualifiée    | 23e    |
| Saori Nagamine                                  | Individuel  | 621               | 39e               | Battue par Ane Marcelle dos Santos 3 - 7 | non qualifiée                 | non qualifiée    | non qualifiée    | non qualifiée    | non qualifiée                    | non qualifiée                    | non qualifiée    | 50e    |
| Yuki Hayashi (ja)                               | Individuel  | 591               | 59e               | Battue par Wu Jiaxin 1 - 7               | non qualifiée                 | non qualifiée    | non qualifiée    | non qualifiée    | non qualifiée                    | non qualifiée                    | non qualifiée    | 41e    |
| Kaori Kawanaka Saori Nagamine Yuki Hayashi (ja) | Par équipes | 1862              | 9e                | Bat Ukraine 6 - 2                        | Battue par Corée du Sud 5 - 1 | non qualifiée    | non qualifiée    | non qualifiée    | non qualifiée                    | non qualifiée                    | non qualifiée    | 8e     |

## Water-polo

### Tournoi masculin
L'équipe du Japon de water-polo masculin se qualifie pour les Jeux en remportant le tournoi de qualification asiatique.